# Aulua jezik
Aulua jezik (aulua bay; ISO 639-3: aul), jedan od 14 obalnomalekulskih jezika, šire skupine sjevernih i centralnih vanuatskih jezika, kojim govori 750 ljudi (Lynch and Crowley 2001) na istoku otoka Malekula.
Postoje dva dijalekta: onesso i boinelang. Piše se na latinici.

## Vanjske poveznice
- Ethnologue (14th)
- Ethnologue (15th)